# Carlos Soria Fontán
Carlos Soria Fontán  (Ávila, 5 de febrero de 1939) es un alpinista español.
Pretende ser la persona de más edad en alcanzar la cumbre de doce montañas del proyecto "14 montañas más altas del mundo".

## Trayectoria
Carlos Soria comenzó su afición a la montaña con solo 14 años, cuando realizó su primera incursión en la sierra de Guadarrama (Madrid y Segovia), acompañado por su amigo Antonio Riaño. Con 21 años con otro amigo, en 1960 viajó durante tres días a lomos de una moto Vespa hasta llegar a los Alpes para iniciarse en el mundo de las escaladas de gran dificultad.
En 1968, formó parte de la primera expedición española que viajó a Rusia para subir el monte Elbrús, la montaña más alta de Europa (5642 m s. n. m.), y en 1971 escaló en Alaska el Denali, la cima más alta de América del Norte (6194 m s. n. m.).
Participó en 1973 y 1975 en las primeras expediciones españolas al Himalaya, y fue testigo de la primera cumbre de 8000 m s. n. m. lograda por España, a cargo de Jerónimo López y Gerardo Blázquez.
La mayoría de las expediciones de Carlos Soria fueron realizadas prácticamente en solitario, acompañado solamente por algunos sherpas y porteadores, especialmente por Muktu Sherpa, quien le ha acompañado en seis expediciones y cuatro cumbres de 8000 m s. n. m. (K2, Shisha Pagma, Manaslu y Lhotse). Sin embargo, desde julio de 2011 Carlos Soria ha contado con el apoyo del banco español BBVA y Correos (España) lo que le ha permitido afrontar el final de su proyecto de los 14 ‘ochomiles’ con mayores garantías y medios. Pero en 2018 no contaba con patrocinadores para sus expediciones. Su ascensión en 2004 al K2 (8611 m) con 65 años —el montañero austríaco Kurt Diemberger lo había logrado con 54 años— y su ascensión solo y sin oxígeno en 2008 al Makalu (8463 m s. n. m.), así como su cumbre con la Expedición BBVA al Kanchenjunga en mayo de 2014 han supuesto una revolución en el himalayismo.
En 2004, tras jubilarse, se muda a Moralzarzal, municipio que le ha dado su nombre a una de sus rotondas.
En 2018 se puso una prótesis de rodilla, buscando acabar con los problemas físicos que acusaba especialmente en las bajadas. Ya con la prótesis ha conseguido hitos como coronar el pico Lenin (7134 m s. n. m.).
Carlos Soria colabora con el departamento de medicina deportiva del Instituto Nacional de Educación Física español.

## Ochomiles
Es la persona más veterana en la historia que ha ascendido con éxito 12 ochomiles; por orden cronológico y edad:
1. Nanga Parbat (8125 m s. n. m.), Pakistán, 1990, 51 años
2. Gasherbrum II (8035 m s. n. m.), China/Pakistán, 1994, 55 años
3. Cho Oyu (8201 m s. n. m.), China/Nepal, 1999, 60 años
4. Everest (8848 m s. n. m.), China/Nepal, 2001, 62 años
5. K2 (8611 m s. n. m.), China/Pakistán, 2004, 65 años
6. Broad Peak (8047 m s. n. m.), China/Pakistán, 2007, 68 años
7. Makalu (8465 m s. n. m.), China/Nepal, 2008, 69 años
8. Gasherbrum I (8068 m s. n. m.), China/Pakistán, 2009, 70 años
9. Manaslu (8156 m s. n. m.), Nepal, 2010, 71 años
10. Lhotse (8516 m s. n. m.), China/Nepal, 2011, 72 años
11. Kanchenjunga (8586 m s. n. m.), Nepal, 2014,[8] 75 años
12. Annapurna (8091 m s. n. m.), Nepal, 2016,[9] 77 años

En 2005 Carlos Soria ascendió a la cumbre central del Shisha Pangma en el Tíbet. Sin embargo, dicha cumbre no se suele tener en cuenta en su historial de ochomiles debido a que su altitud es inferior a la cumbre principal de la montaña (8027 m s. n. m.) y a que hay discrepancias respecto a la verdadera altitud de dicha cumbre central (según diversas fuentes se ha medido en 7999, 8008 y 8013 m s. n. m.).
En octubre de 2013 volvió a intentar el ascenso a la cumbre central del Shisha Pangma pero tuvo que dejar la ascensión debido a las malas condiciones meteorológicas.
En mayo de 2021 se dispuso a alcanzar el Dhaulagiri. Tuvo que abandonar debido al coronavirus y al mal tiempo. En septiembre volvió a intentarlo, pero esta vez tuvo que renunciar por sus problemas en las rodillas.
En 2023 trató nuevamente de alcanzar la cima del Dhaulagiri, portando las cenizas de su amigo Salvador Rivas Martínez. Una caída le impidió conseguirlo.

## Historial deportivo
- 12 cumbres de más de 8000 m s. n. m.
- Persona de más edad en la historia que ha hecho cumbre en el K2 (8611 m s. n. m.), Broad Peak (8047 m s. n. m.), Makalu (8463 m s. n. m.), Manaslu (8163 m s. n. m.), Lhotse (8516 m s. n. m.), Kanchenjunga (8586 m s. n. m.) y Annapurna (8091 m s. n. m.).
- Único alpinista en el mundo que ha escalado diez montañas de más de 8000 m s. n. m. después de cumplir los 60 años.

- Ascensión a las 7 cumbres más altas de los 7 continentes, reto que culminó con más de 70 años: Elbrus (Europa-1968), McKinley (América del Norte-1971), Aconcagua (América del Sur–1986), Everest (Asia-2001), Mont Vinson (Antártida – 2007), Carstensz (Oceanía–2010) y Kilimanjaro (África–2010).

## Premios
- 1968, 1971 y 1975, Medalla de oro de la Federación Española de Montaña.
- 1976, Mejor deportista del año por la Federación Española de Montaña.
- 1979, Mejor deportista del año por la Federación Española de Esquí.
- 1991, 1994, 2000, 2002 y 2004, Medalla de Oro de la Real Sociedad Peñalara.
- 2001, Ingreso en la Real Orden del Mérito Deportivo con medalla de bronce entregada por S.M. Juan Carlos I, Rey de España.[15]
- 2005, Premio Nacional de la Sociedad Geográfica Española
- 2011, Medalla de Plata al Mérito Deportivo del Consejo Superior de Deportes 2011.[16]
- 2021, Fomento de valores en los Premios Siete Estrellas del Deporte de la Comunidad de Madrid

## Entrevistas y reportajes
- Revista Desnivel, julio de 2008
- Grupo Vocento, octubre de 2011
- Diario Deia, noviembre de 2011
- “Al filo de lo imposible”, RTVE, diciembre de 2011
- La Resistencia, noviembre de 2020

## Documentales
- "7-70", de Dani Salas
- “The end of loneliness”, de Igapín Cinema y Dokumalia
- “Carlos Soria y el K2”, de Avista Multimedia y AXN